# Малахово-Кемпе
Малахово-Кемпе (пол. Małachowo-Kępe, нім. Malvenkamp) — село в Польщі, у гміні Вітково Гнезненського повіту Великопольського воєводства.
Населення — 87 осіб (2011).
У 1975-1998 роках село належало до Конінського воєводства.

## Демографія
Демографічна структура станом на 31 березня 2011 року:
|          | Загалом | Допрацездатний вік | Працездатний вік | Постпрацездатний вік |
| -------- | ------- | ------------------ | ---------------- | -------------------- |
| Чоловіки | 42      | 11                 | 30               | 1                    |
| Жінки    | 45      | 11                 | 26               | 8                    |
| Разом    | 87      | 22                 | 56               | 9                    |